# پیر بول
پیر بول (به فرانسوی: Pierre Boulle) نویسنده، رمان‌نویس و فیلم‌نامه‌نویس قرن بیستم میلادی اهل فرانسه بود.

## آثار
- ویلیام کنراد (۱۹۵۰)
- پل رودخانه کوای (۱۹۵۲)
- آزمایش مردان سپید (۱۹۵۵)
- سیاره میمون‌ها (۱۹۶۳)
- عکاس (۱۹۶۷)
- نهنگ ویکتوریا (۱۹۸۳)
- شیر
- حکایت احمقانه